# Académie régionale des sciences et techniques de la mer
L'Académie régionale des sciences et techniques de la mer (ou ARSTM) est une institution régionale de formation maritime, portuaire et industrielle ouverte en 1987 à Abidjan en Côte d'Ivoire.  Située à Niangon Sud, elle couvre une superficie de 30 ha. L'Académie est au service de quinze pays francophones de l'Afrique de l'Ouest et du Centre.

## Présentation
Le Bénin, le Burkina Faso, le Congo, la Côte d'Ivoire, le Gabon, la Guinée ainsi que le Togo ont signé le protocole de fonctionnement de l'institution et sont membres de son Conseil d'Administration. Cependant, le Cameroun, la République démocratique du Congo, le Centrafrique, le Mali, la Mauritanie, le Niger, le Sénégal et le Tchad n'ont pas encore signé ledit protocole de fonctionnement.
L'ARSTM est composée de trois établissements d'enseignement dont deux grandes écoles :
- L'École supérieure de navigation (ESN) qui assure la formation des officiers de la marine marchande ainsi que celle des techniciens supérieurs en maintenance industrielle et en télécommunication.
- L'École supérieure des transports maritimes (ESTM) qui assure la formation des personnels non navigants, en l'occurrence, les cadres moyens et supérieurs sédentaires des entreprises auxiliaires des transports maritimes.
- Le Collège d'enseignement et d'apprentissage maritime (CEAM) qui assure la formation du personnel d'appui et des équipes destinées à exercer leurs fonctions dans les services de pont et machine ainsi que dans ceux de la pêche.

En 2013, l'ARSTM obtient la certification ISO 9001.